# 2016-os ABU Rádiós Dalfesztivál
A 2016-os ABU Rádiós Dalfesztivál a negyedik ABU Rádiós Dalfesztivál, melyet Kína fővárosában, Pekingben rendeznek meg. A verseny pontos helyszíne nem ismert. A fesztiválra eredetileg 2016 májusában került volna sor, de később előrehozták április 26-ra.

## A helyszín és a verseny
A pontos helyszín még nem ismert, de az már biztos, hogy Kína fővárosa, Peking ad otthont a dalfesztiválnak.
| Kína Peking |

## A résztvevők
Először vesz részt a fesztiválon Kína, mely egyben házigazda is lesz, továbbá Makaó, Nepál, Türkmenisztán és első európai résztvevőként Románia. Brunei pedig első alkalommal nem képviselteti magát a rendezvényen.
Így összesen tizenkét ország, illetve tizenhét előadó és dal vesz részt.
2016. március 24-én jelentették be, hogy Türkmenisztán dala az élő adásra megváltozik: Atadžan Berdyew a Folk Music című dal helyett a Rainbow című dalt adja elő Pekingben.

## Térkép

Országok, melyek már megnevezték az indulójukat
Országok, melyek már jelezték, hogy részt vesznek
Országok, melyek korábban részt vettek, de ebben az évben nem

## Előválogató
| Ország          | Nyelv   | Előadó                                                   | Dal                           | Magyar fordítás               | Eredmény     |
| --------------- | ------- | -------------------------------------------------------- | ----------------------------- | ----------------------------- | ------------ |
| Dél-Korea       | angol   | Szungcsin Han                                            | Little Wings                  | Kis szárnyak                  | Továbbjutott |
| India           | angol   | Thokchom Lansana Chanu                                   | Creation                      | Teremtés                      | Továbbjutott |
| India           | angol   | Vince Costa                                              | Home Before Christmas         | Otthon karácsony előtt        | Kiesett      |
| Indonézia       | indonéz | Debora Febricia Romauli                                  | Mati rasa                     | Zsibbadt                      | Kiesett      |
| Indonézia       | indonéz | Novri Batteny                                            | Diantara kita                 | Közöttünk                     | Továbbjutott |
| Kína            | angol   | Vang Ji, Csang Jingjing, Zsen Janmin, Csenmin, Hua Sukaj | Youth Never Ends              | A fiatalságnak sosincs vége   | Továbbjutott |
| Kína            | angol   | A Kínai Műsorsugárzó Gyerekkórusa                        | Singing in the Drizzling Rain | Tánc a szemerkélő esőben      | Továbbjutott |
| Makaó           | angol   | Josie Ho                                                 | Who Am I                      | Ki vagyok?                    | Továbbjutott |
| Maldív-szigetek | maldív  | Abdulla Ziyau                                            | Eid ufaa                      | Az íd boldogsága              | Kiesett      |
| Maldív-szigetek | maldív  | Bathool Ahmed                                            | Unikan                        | Fogyatékosság                 | Továbbjutott |
| Mianmar         | angol   | Eastern & Phoe Pyae                                      | New Fangled Harmony           | Új, hipermodern harmónia      | Továbbjutott |
| Nepál           | nepáli  | Suman Gurung                                             | Aaja mero man ma              | Ma a szívemben                | Továbbjutott |
| Románia         | spanyol | Analia Victoria Selis                                    | Viento del sur                | Déli szél                     | Továbbjutott |
| Szingapúr       | angol   | Ling Kai Ng                                              | Year, Month, Day              | Év, hónap, nap                | Továbbjutott |
| Thaiföld        | angol   | Ome                                                      | Take On This World            | Vállald fel ezt a világot     | Továbbjutott |
| Türkmenisztán   | angol   | Atadžan Berdyew                                          | Folk Music                    | Népzene                       | Továbbjutott |
| Vietnám         | angol   | Phan Thị Tô Lam                                          | Good News Bring by the Bird   | A madár által hozott jó hírek | Továbbjutott |

## Élő adás
| # | Ország          | Nyelv   | Előadó                                                   | Dal                           | Magyar fordítás               |
| - | --------------- | ------- | -------------------------------------------------------- | ----------------------------- | ----------------------------- |
|   | Dél-Korea       | angol   | Szungcsin Han                                            | Little Wings                  | Kis szárnyak                  |
|   | India           | angol   | Thokchom Lansana Chanu                                   | Creation                      | Teremtés                      |
|   | Indonézia       | indonéz | Novri Batteny                                            | Diantara kita                 | Közöttünk                     |
|   | Kína            | angol   | Vang Ji, Csang Jingjing, Zsen Janmin, Csenmin, Hua Sukaj | Youth Never Ends              | A fiatalságnak sosincs vége   |
|   | Kína            | angol   | A Kínai Műsorsugárzó Gyerekkórusa                        | Singing in the Drizzling Rain | Tánc a szemerkélő esőben      |
|   | Makaó           | angol   | Josie Ho                                                 | Who Am I                      | Ki vagyok?                    |
|   | Maldív-szigetek | maldív  | Bathool Ahmed                                            | Unikan                        | Fogyatékosság                 |
|   | Mianmar         | angol   | Eastern & Phoe Pyae                                      | New Fangled Harmony           | Új, hipermodern harmónia      |
|   | Nepál           | nepáli  | Suman Gurung                                             | Aaja mero man ma              | Ma a szívemben                |
|   | Románia         | spanyol | Analia Victoria Selis                                    | Viento del sur                | Déli szél                     |
|   | Szingapúr       | angol   | Ling Kai Ng                                              | Year, Month, Day              | Év, hónap, nap                |
|   | Thaiföld        | angol   | Ome                                                      | Take On This World            | Vállald fel ezt a világot     |
|   | Türkmenisztán   | angol   | Atadžan Berdyew                                          | Rainbow                       | Szivárvány                    |
|   | Vietnám         | angol   | Phan Thị Tô Lam                                          | Good News Bring by the Bird   | A madár által hozott jó hírek |

## Közvetítés
- Indonézia – Radio Republik Indonesia (RRI)
- Kína – China National Radio (CNR)